# Campagnol nordique
Microtus oeconomus
Espèce
Statut de conservation UICN

 LC  : Préoccupation mineure
Le Campagnol nordique (Microtus oeconomus) est une espèce de rongeur de la famille des Cridétidés encore abondante dans tout l'hémisphère nord.

## Répartition et habitat
On le trouve dans le nord de l'Amérique du Nord, de l'Europe et de l'Asie. Il vit dans la végétation dense aux abords des lacs et des cours d'eau. On le trouve aussi dans la toundra, la taïga, les steppes et les semi-déserts.

Carte de répartition